# Dešat
Dešat (mak. Дешат, alb. Deshat ili Mali i Deshatit ) je planina na granici Republike Makedonije i Albanije. Ova planina je dio planinskog lanca Šara - Korab - Dešat - Stogovo - Karaorman.
Najviši vrh planine je Velivar (Veli vrv) s 2 373 metra, slijede vrhovi Deli Senica i Suva Bara. Na planini se nalaze nekoliko malih ledenjačkih (glacijalnih) jezera, najposjećenije je Lokuv, koje se nalazi na sjevernoistočnom dijelu planine, na 1 560 metara nadmorske visine. U istočnom podnožju planine, je kanjon rijeke Radike, koji dijeli planinu Dešat od planina; Bistra i Stogovo.
Veliki dio Dešata, je uključen u nacionalni park Mavrovo, najbliži grad, planini je Debar u kanjonu Radike.

## Najviši vrh
Velivar ( Veli vrv ) - 2,375 metara

## Flora i fauna
Planina je dobro pošumljena. Na planini žive raznovrsne divlje životinje; medvjedi, vukovi, risovi, lisice, divlje svinje, jeleni, srne.